# Long Walk Home
Long Walk Home (Originaltitel: Rabbit-Proof Fence; deutscher TV-Alternativtitel: Der lange Weg nach Hause) ist ein Filmdrama aus dem Jahr 2002, das auf dem Buch Follow the Rabbit-Proof Fence von Doris Pilkington basiert. Der mehrfach preisgekrönte Film des australischen Regisseurs Phillip Noyce beschreibt die Flucht zweier Schwestern und ihrer Cousine aus einem staatlichen Erziehungsheim in Australien und ihre anschließende wochenlange und strapaziöse Wanderung entlang des Rabbit-Proof Fence (deutsch: Kaninchenzaun).

## Handlung
Die beiden Schwestern Molly und Daisy Craig sind sogenannte Mischlingskinder – ihre Mutter ist eine Aborigine vom Aborigines-Stamm der Martu, ihre Väter sind weiße Wanderarbeiter. Sie leben in Jigalong, werden 1931 von ihrer Mutter zwangsgetrennt und zusammen mit ihrer Cousine Gracie Fields in ein Erziehungsheim nahe Perth gebracht, rund 1000 Meilen (etwa 1600 km) von Jigalong entfernt. Verantwortlich dafür ist der Chief Protector of Aborigines A. O. Neville, der westaustralische Leiter der Behörde für Aborigine-Angelegenheiten. Er verfolgt damit das ihm vom Gesetz vorgegebene Ziel, Aborigine-Kinder und Mischlinge durch Entfremdung von ihren Wurzeln besser zu Hausangestellten und Farmhelfern für die „weiße Herrscherklasse“ ausbilden zu können. Doch kurz nach ihrer Ankunft im Heim fliehen die drei Mädchen.
Es beginnt eine Flucht, deren Verlauf die Mädchen an den so genannten Kaninchenzaun führt. Da Jigalong in der Nähe dieses Zauns liegt, folgen sie ihm. Unterwegs treffen sie immer wieder auf freundliche aber auch ungefällige Menschen, sowohl Weiße als auch Aborigines. Inzwischen macht sich Moodoo auf die Suche nach den Mädchen. Er ist ein Aborigine, dessen Tochter ebenfalls in dem Erziehungsheim lebt. Da er sonst seine Tochter nicht mehr sehen könnte, arbeitet er als Fährtensucher für Neville und hat den Auftrag, Ausreißer zu jagen. Obendrein hat Neville die Polizei eingeschaltet. Doch Molly, die Älteste des Trios, kann alle Spuren geschickt verwischen. So gelingt es den Mädchen immer wieder, ihren Verfolgern zu entkommen.
Von seinem Schreibtisch aus lässt Neville das Gerücht verbreiten, die Mutter von Gracie wäre inzwischen in einer anderen Stadt. Als die Mädchen davon erfahren, will Gracie dorthin und macht sich schließlich ganz allein auf den Weg zur nächstgelegenen Bahnstation, um von dort aus mit dem Zug weiter zu fahren. Molly und Daisy folgen zuerst weiter dem Zaun, drehen bald darauf jedoch um, um nach Gracie zu suchen. Sie holen sie zwar ein, müssen dann allerdings mitansehen, wie ihre Cousine von der Polizei aufgegriffen und weggebracht wird. Die Flucht der beiden Schwestern geht weiter und endet nach neun Wochen schließlich im Heimatort Jigalong, wo Molly und Daisy ihre Mutter und Großmutter endlich wieder in die Arme schließen können. Neville verliert auf ganzer Linie und hat einen Skandal am Hals. Die wirkliche Molly Craig und Daisy Craig Kadibill haben das letzte Wort.

## Hintergrund
Der Film, der ungefähr sechs Millionen US-Dollar kostete, basiert auf den realen Erlebnissen von Molly Craig, der Mutter von Doris Pilkington Garimara. Wie bereits ihre Mutter wurde Doris im Alter von vier Jahren in ein Erziehungsheim gebracht. Diese Vorgehensweise war unter dem sogenannten General Child Welfare Law (engl. für „Allgemeines Kinderfürsorgegesetz“) von 1910 bis 1976 in Australien gang und gäbe und wurde unter dem Begriff Gestohlene Generationen zu einem Inbegriff für den Rassismus gegen Australiens Ureinwohner. Schätzungen der Kommission für Menschenrechte und Gleichberechtigung (HREOC) aus dem Jahr 1997 zufolge sollen davon insgesamt rund 100.000 Aborigine-Kinder und Mischlinge betroffen gewesen sein. Diese Kommission geht sogar davon aus, dass der heutige traurige Zustand des gesamten Aborigine-Volkes (Entwurzelung, Alkoholismus, Selbstzerstörung usw.) auf diese Gewaltaktionen der europäischen Einwanderer zurückzuführen ist und unterstellt damit den „weißen Herrschern Australiens“ letztlich einen Völkermord an den Ureinwohnern. Einer Empfehlung der HREOC, sich offiziell bei den Opfern und ihren Familien zu entschuldigen, kam die australische Regierung erst im Februar 2008 nach.

## Soundtrack
Der  Soundtrack zum Film wurde von Peter Gabriel produziert und komponiert (zwei Lieder wurden in Zusammenarbeit mit Richard Evans und David Rhodes komponiert). Die Musik wurde unter dem Titel Long Walk Home: Music from the Rabbit-Proof Fence auch als Album auf dem Musiklabel von Peter Gabriel Real World Records veröffentlicht, es handelt sich dabei um das vierte Soundtrackalbum und insgesamt das zwölfte Studioalbum des britischen Musikers. Gabriel spielte mehrere Instrumente selbst ein, arbeitete aber auch mit zahlreichen Gastmusikern. Er griff bei den Kompositionen auf Elemente der traditionellen Musik der Aborigines zurück.

## Rezeption
Long Walk Home hatte Premiere am 4. Februar 2002 in Australien. Am 21. Februar 2002 kam der Film in die australischen Kinos. Es folgten Kinostarts in zahlreichen weiteren Ländern. Das gesamte Einspielergebnis beträgt 16,18 Millionen US-Dollar. In Deutschland, wo er am 29. Mai 2003 startete, wurde der Film 224.874 Mal gesehen.
Die meisten Kritiker, wie etwa auch der US-Amerikaner Roger Ebert, nahmen den Film weitgehend positiv auf. Einige wenige attestierten dem Film jedoch Langeweile und Vorhersehbarkeit. film-dienst schrieb in der Ausgabe 11/2003: „Ein Kapitel australischer Geschichte, das lange vertuscht und verschwiegen wurde, obwohl die behördlich organisierten Entführungen bis 1970 andauerten, als Grundlage für einen engagierten, politisch brisanten Film, der die emotionale Härte durch einen poetischen Grundtenor, das Aussparen von Härten und mythologische Überhöhung mildert.“

## Auszeichnungen
Auf dem Filmfestival Valladolid 2002, dem Aspen Filmfest 2002, dem Edinburgh International Film Festival 2002, dem Durban International Film Festival 2002 und dem Leeds International Film Festival 2002 gewann der Film je einen Publikumspreis. Auf dem São Paulo International Film Festival erhielt er ebenfalls den Publikumspreis, hier allerdings als Bester ausländischer Film. Auf dem Denver International Film Festival wurde er mit dem People's Choice Award ausgezeichnet. Auf dem polnischen Filmfestival Camerimage, auf dem jeweils die besten Kameraleute ausgezeichnet werden, nahm der Film ebenfalls am Wettbewerb teil, Christopher Doyle musste sich jedoch den Mitbewerbern Edi und Road to Perdition geschlagen geben.
Bei der Verleihung der AFI Awards des Australian Film Institute im Jahr 2002 war Long Walk Home zehnmal nominiert und gewann in den Kategorien Bester Film, Beste Musik und Bester Ton. Weitere Nominierungen erhielt er in den Kategorien Beste Regie, Bester Schnitt, Bestes Szenenbild, Beste Kostüme, Beste Kamera, Bestes adaptiertes Drehbuch und Bester Nebendarsteller (David Gulpilil). Einen ähnlichen Erfolg gelang dem Film bei den Film Critics Circle of Australia Awards, wo er bei sechs Nominierungen in den Kategorien Beste Regie und Bestes adaptiertes Drehbuch gewann. Everlyn Sampi, die Darstellerin der Molly, war als Beste Hauptdarstellerin nominiert.
Das National Board of Review zeichnete Phillip Noyce für die Beste Regie aus. Der Soundtrack Long Walk Home: Music from the Rabbit-Proof Fence, den Peter Gabriel komponierte, wurde für den Golden Globe in der Kategorie Beste Musik nominiert. Bei den Young Artist Awards erhielten Everlyn Sampi und Tianna Sansbury Nominierungen in den Darstellerkategorien.